# Ozodicera strohmi
Ozodicera strohmi är en tvåvingeart som beskrevs av Alexander 1945. Ozodicera strohmi ingår i släktet Ozodicera och familjen storharkrankar. Inga underarter finns listade i Catalogue of Life.